# Oldenzijl (Winsum)
Oldenzijl is een buurtschap iets ten zuidwesten van Winsum in de Nederlandse provincie Groningen, gelegen tussen de weg Schilligeham (naar de wierde Schilligeham) en de Garnwerderweg (naar Garnwerd). Op de plek staat aan het eind van een doodlopende zijweg van de weg Schilligeham de boerderij Oldenzijl.
Wandelaars van het Pieterpad kennen Oldenzijl als het gedeelte net ten zuiden van Winsum, waar men door een weiland moet ploeteren. Het verharde kerkpad is in de loop der jaren onder de klei verdwenen.

## Waterhuishouding
In de 14e eeuw lag hier een zijl (sluis), de Winsumerzijl, die water uit het Winsumerdiep (de oude Delf) in het Reitdiep loosde. De zijl komt voor in zijlbrieven vanaf 1323. Nadat in 1325 door monniken van het Klooster van Aduard een voorwerk werd gesticht in Schilligeham, werd een kleiweg aangelegd tussen Bellingeweer en Schilligeham met een bocht naar het noorden langs de Winsumerzijl. In de 15e eeuw slibden de gebieden ten noorden van Winsum en Onderdendam steeds verder op en kreeg de zijl steeds meer water te verwerken. Tussen 1458 en 1459 werd daarop het Winsumerdiep doorgetrokken naar het westen en werd de zijl door het Winsumer- en Schaphalsterzijlvest verplaatst naar de Schaphalsterzijl aan de nieuwe westelijke monding van het Winsumerdiep. De plaats van de oude zijl werd daarop bekend als 'Oldenzijl'. De zijl bleef nog eeuwenlang in dienst totdat in 1629 de oude loop van het Reitdiep werd afgesneden door het graven van een rak langs Garnwerd. De oude loop staat sindsdien bekend als het Oude Diepje en stroomt ten zuiden van het gehucht. In 1636 werd daarop de oude zijl aan buitenzijde afgesloten met een dam en een dijk en kort daarop gesloopt.
Het niet meer gebruikte stukje oude Winsumerdiep tussen Oldenzijl en het Winsumerdiep werd niet meer onderhouden en slibde daarop langzaam dicht. Een kaart uit 1727 spreekt van 'het Oudt Rijdt bijna toegewassen'. In 1852 werd het Winsumerdiep echter verbreed, waarop in 1865 het diepje weer werd opengegraven, ditmaal om water in omgekeerde richting te lozen uit het Oude Diepje naar het Winsumerdiep. Dit diepje loopt langs de sportvelden en heet nu Oldenzijlsterdiepje (vroeger Oude Diep).
In 1866 werd ongeveer 350 meter ten noorden van Oldenzijl een nieuwe veel rechtere weg vanuit Winsum naar Schilligeham aangelegd, zodat de weg door Oldenzijl van minder belang werd. De zuidelijke tak bleef in gebruik als kerkpad, maar verdween omdat het bij het aangrenzende land werd getrokken langzamerhand onder de klei.

## Bewoning
In 1578 en 1584 had de stad Groningen de beide Ripperdahuizen aan west- en oostzijde van Winsum opgekocht en zo haar macht in de Ommelanden vergroot. In 1627 werden de goederen beklemd (in erfpacht gegeven), waaronder ook de boerderijen bij Oldenzijl. Delen van het voorhuis (waaronder de voorgevel) en de hals van boerderij Oldenzijl dateren waarschijnlijk uit de vroege 17e eeuw, maar zijn later sterk verbouwd. Tot 1886 had het waarschijnlijk de vorm van een langhuis. In 1946 werd de huidige hoofdschuur gebouwd en in 1976 de bijschuur.
Tegenover de boerderij Oldenzijl staat op de Regemorteskaart van 1643 nog een boerderij vermeld (Oude Zijl), waar nu nog een met bomen omgeven huiswierde ligt. Deze boerderij werd in 1630 voor het eerst verpacht aan ene Luie Jans, wiens familie de boerderij wist te behouden tot 1852. Veel van de eigenaren daartussen zijn onbekend, wat waarschijnlijk veroorzaakt werd door het feit dat ze doopsgezind waren en daarom niet in de bevolkingsregisters voorkwamen. In 1894 werd de boerderij gesloopt. In 1976 werden de boerderijplaats en de bijbehorende landbouwgronden verkocht aan de Stichting Beheer Landbouwgronden ten behoeve van de ruilverkaveling van Sauwerd. In 1995 werd de onbehuisde wierde overgedragen als natuurgebied aan Het Groninger Landschap.

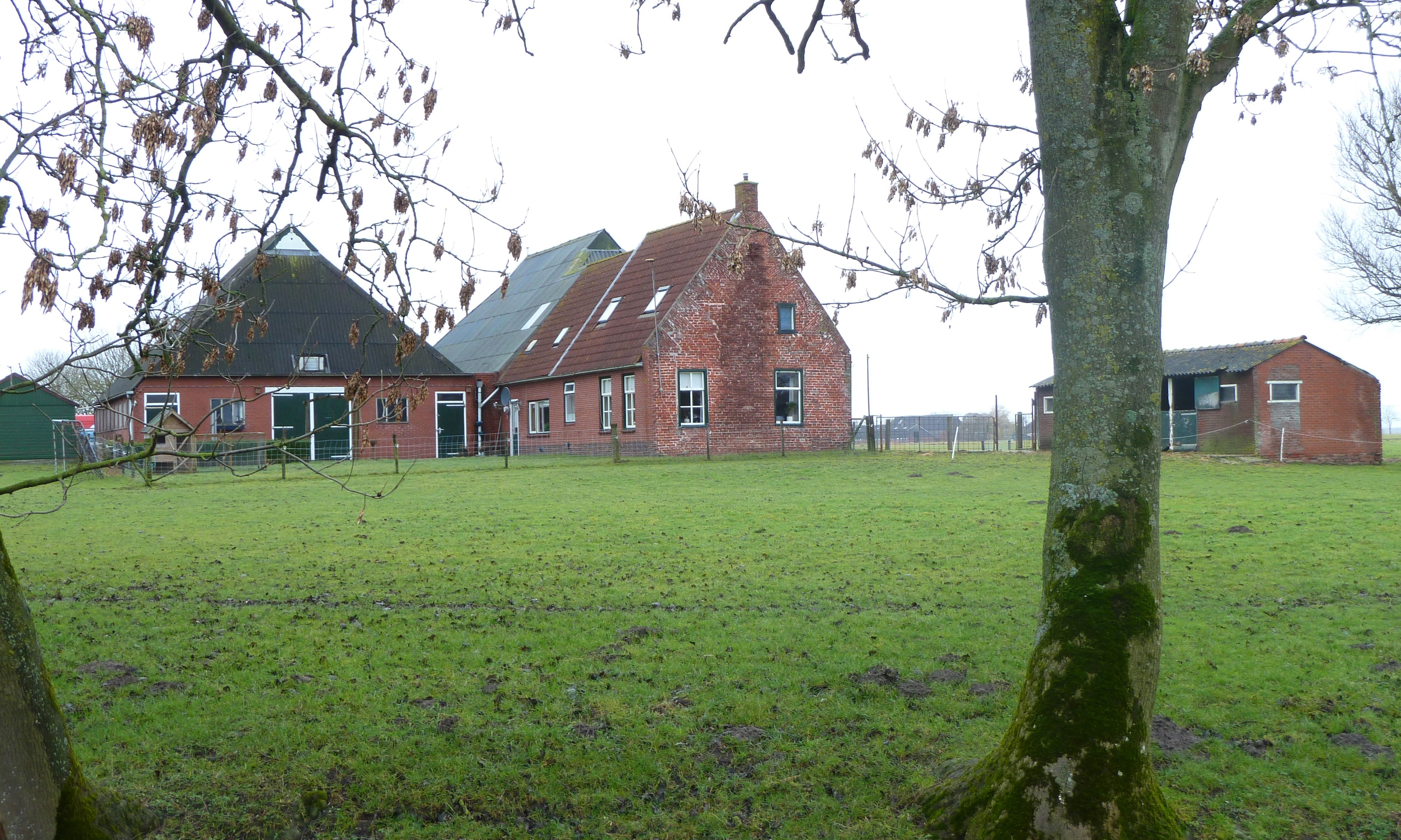
Boerderij Oldenzijl met de vroeg-17e-eeuwse voorgevel
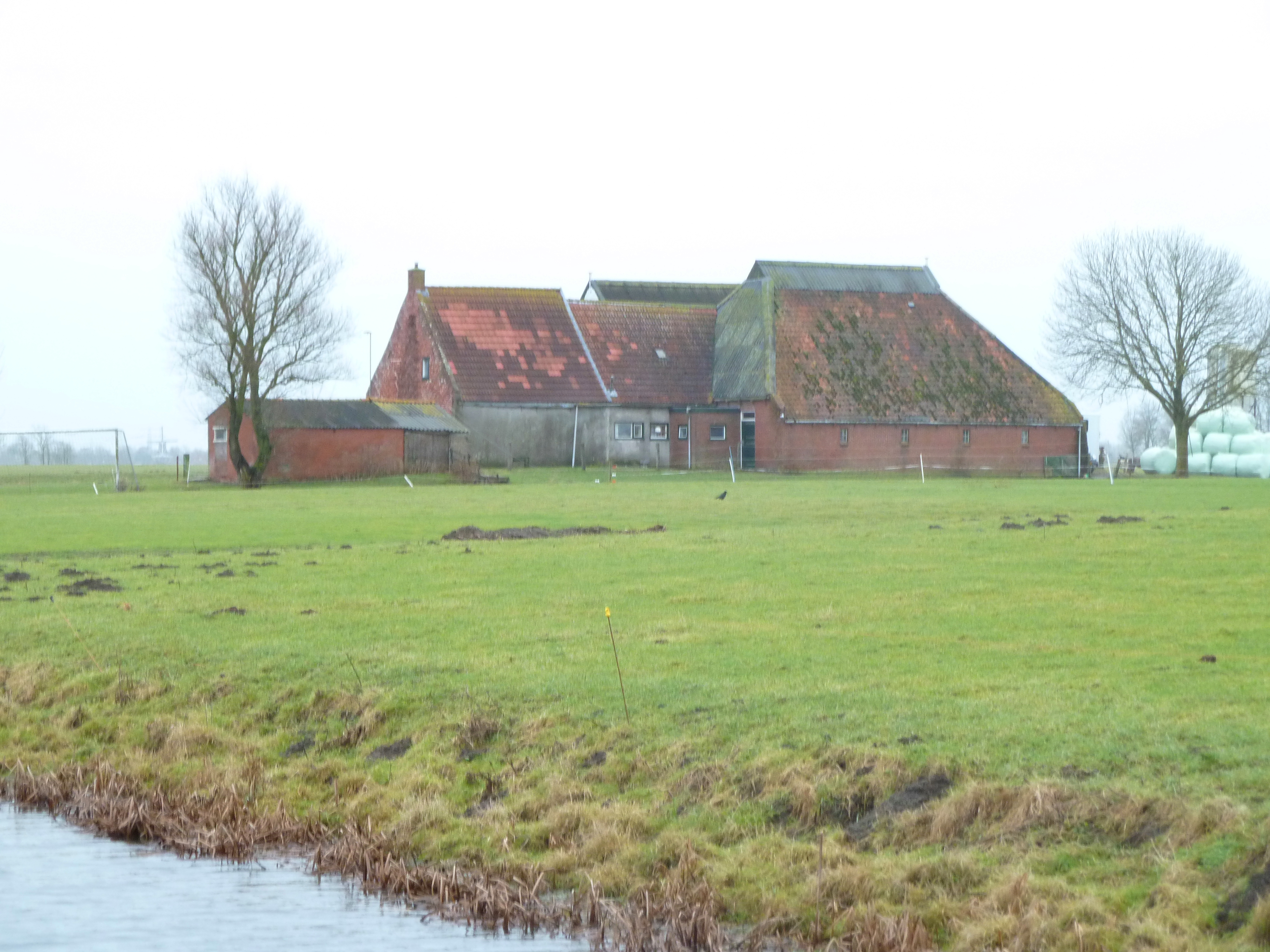
Boerderij Oldenzijl, zijaanzicht
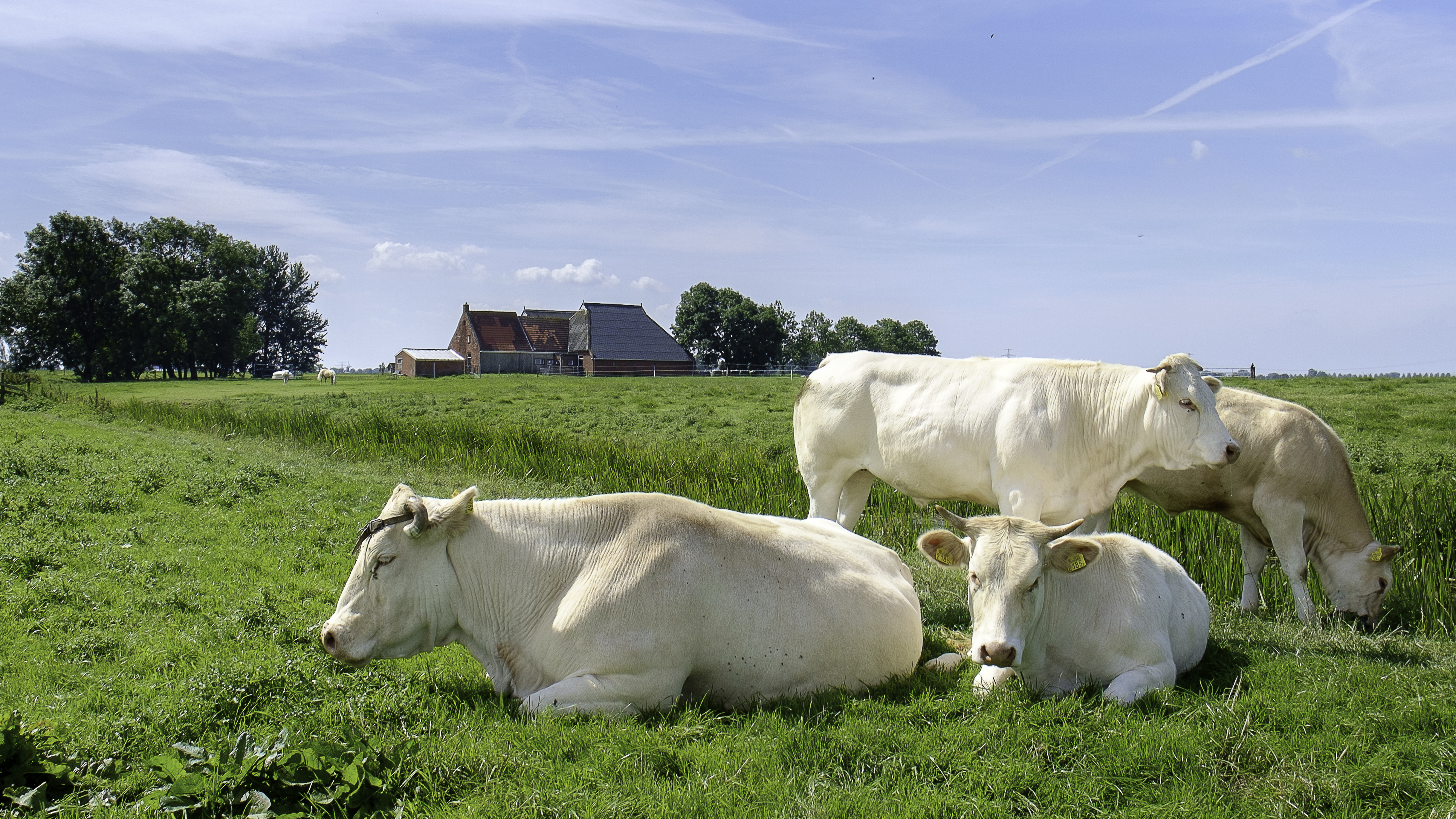
Zijaanzicht
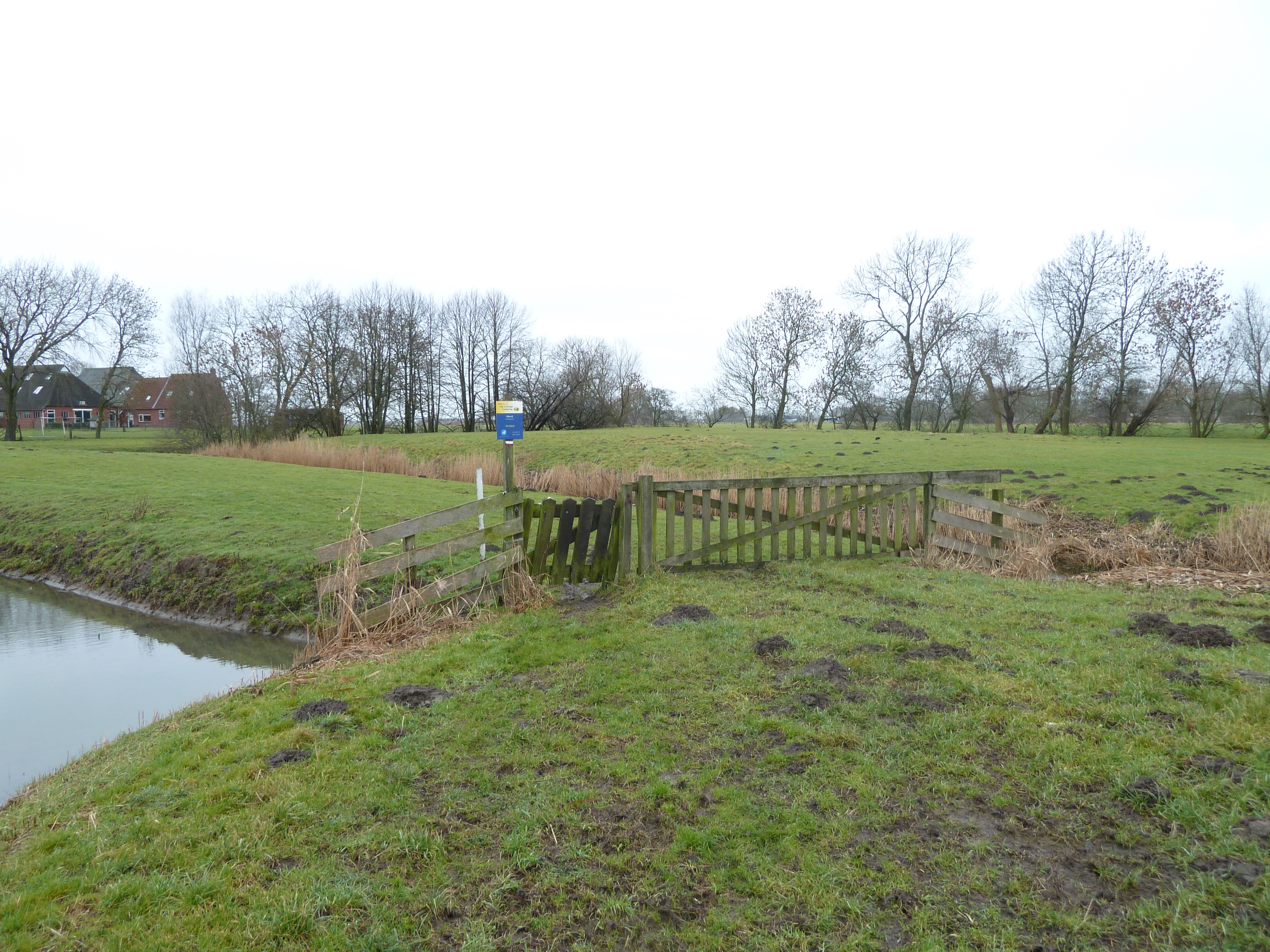
Rechtsachter de onbehuisde met bomen omzoomde wierde waar vroeger de tweede boerderij stond
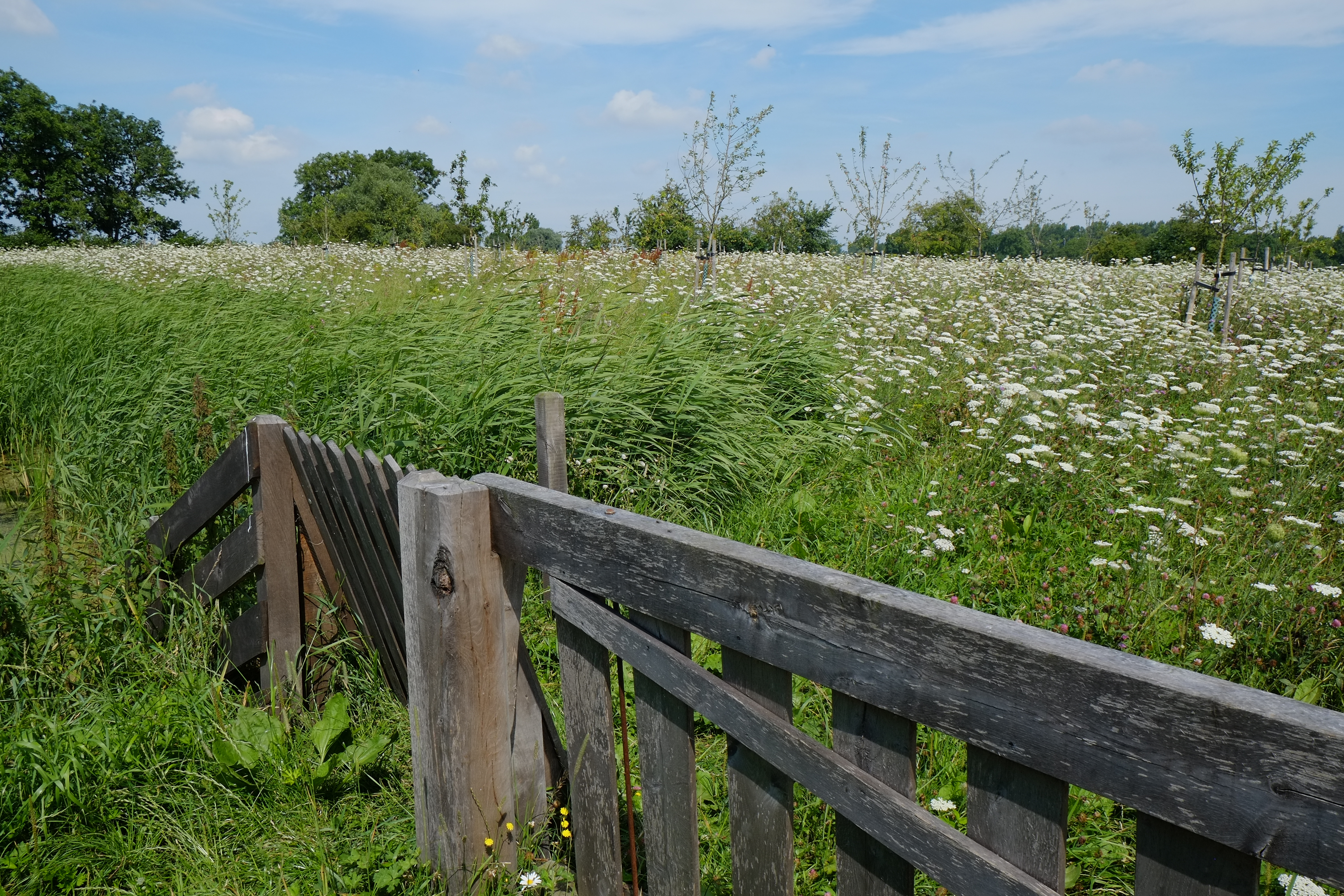
Boomgaard op de plek van de vroegere tweede boerderij

## zie ook
In de voormalige gemeente Eemsmond ligt een dorp met de naam Oldenzijl en in de gemeente Oldambt ligt een gehucht met de naam Oudezijl.
Hoofdplaats: Uithuizen

Dorpen: Adorp · Den Andel · Baflo · Bedum · Eenrum · Eppenhuizen · Hornhuizen · Houwerzijl · Kantens · Kloosterburen · 't Lage van de Weg · Lauwersoog · Leens · Leenstertillen · Lutjewolde · Mensingeweer · Molenrij · Niekerk · Noordwolde · Oldenzijl · Onderdendam · Onderwierum · Oosteinde · Oosternieland · Pieterburen · Rasquert · Rodewolt · Roodeschool · Rottum · Saaxumhuizen · Sauwerd · Startenhuizen (deels) · Stitswerd · Tinallinge · Uithuizermeeden · Ulrum · Usquert · Vliedorp · Vierhuizen · Warffum · Warfhuizen · Wehe-den Hoorn · Westerdijkshorn · Westernieland · Wetsinge · Winsum · Zandeweer · Zoutkamp · Zuidwolde · Zuurdijk

Buurtschappen, gehuchten, wierden en buurten: 1e Nijhoezen · 2e Nijhoezen · 't Aagt · Abbeweer · Alinghuizen · Arwerd · Barnegaten · Bellingeweer · Bethlehem · Beusum · Bokum · Breede · Broek · Het Bultje · De Dingen · De Raken · De Vennen · Den Haver · Deikum · Doodstil · Douwen · Duisterwinkel · Eelswerd · Eemshaven · Elens · Ellerhuizen · Ernstheem · Ewer · Grijssloot · Groot Maarslag · Groot Wetsinge · De Haar · Hammeland · Den Hander · Harssens · Hefswal · Hekkum · Helwerd · Heuvelderij · Hiddingezijl · Holwinde · De Hoogte · De Horn · De Houw · 't Houweel · De Hucht · Kaakhorn · Katershorn · Kattenburg · Klei · Kleine Huisjes · Klein Garnwerd · Klein Maarslag · Klein Wetsinge · Kolham · Koningslaagte · Koningsoord · De Knijp · Kruisweg · Lutje Marne · Lutke Saaxum · Maarhuizen · (Marnehuizen) · Menkeweer · Menneweer · Midhalm · Midhuizen · Mollenhuizen · Nijenklooster · Noordpolder · Noordpolderzijl · Obergum · Oldenzijl · Oldorp · Oosterhorn · Oosterhuizen (Eenrum) · Oosterhuizen (Zuidwolde) · Oudedijk · Oudeschip · Paapstil · Panser · Plattenburg · Polen · Ranum · Reidland · Roodehaan · Schapehals · Schaphalsterzijl · Schilligeham · Schouwen · Schouwerzijl · Sint Annerhuisjes · 't Stort · De Streek · Takkebos · Ter Laan · Tijum · Valcum · Valom · Wadwerd · Walsweer · Westerhorn (De Marne) · Westerhorn (Hogeland) · Westerklooster · Westpolder · Wierhuizen · Wierum · 't Wildeveld · Willemsstreek · Zevenhuizen